# داخليات القرن
داخليات القرن (الاسم العلمي: Endocerida)، وهي رتبة من النوتويد منقرضة. وهي عبارة عن مجموعة من رأسيات القدم عاشت في بداية حقبة الحياة القديمة، ولها في ممصها رواسب مخروطية.